# Berlin (groupe)
Pour les articles homonymes, voir Berlin (homonymie).
Berlin est un groupe de new wave/synthpop américain, basé à Los Angeles, en Californie. Formé en 1979, il est notamment célèbre pour la chanson Take My Breath Away.

## Biographie

### Débuts
Les premières traces de Berlin sont au sein du groupe The Toys, formé en 1978 par John Crawford (basse), Dan Van Patten (batterie), Chris Ruiz-Velasco (guitar), et Ty Cobb (chant). Après quelques concerts, le groupe change de nom pour Berlin. Après un bref passage sur scène avec Toni Childs au chant, Terri Nunn (en) les rejoint après les avoir contactés via une annonce parue sur Musicians Contact Service à Hollywood en 1979.
Le groupe, alors produit sous étiquette Enigma Records, connaît son premier succès en 1982 avec le single Sex (I'm A…), censuré sur certaines radios américaines à cause de ses paroles. Son tube internationalement connu reste le slow Take My Breath Away (1986), de la bande originale du film Top Gun. Le groupe se sépare dès l'année suivante, affecté par l'échec de son album Count Three and Pray.

### Séparation et retour
Berlin se sépare officiellement en 1987, en partie à cause du manque de succès lié à l'album Count Three and Pray et à cause de désaccords personnels concernant le single Take My Breath Away. Nunn le voyait comme un nouveau morceau frais, tandis que les autres n'étaient pas d'accord, le morceau n'ayant pas été écrit et composé par eux. La chanteuse de Berlin, Terri Nunn, fait renaître le groupe en 1999 avec d'autres musiciens. Le groupe joue alors essentiellement des reprises.

### Après 2000
Berlin participe à l'émission sur VH1 Bands Reunited avec une formation composée de John Crawford, Terri Nunn, David Diamond, Ric Olsen, Matt Reid et Rod Learned.
Le groupe tourne avec le groupe de rock INXS à l'été 2011. Gerald Casale de Devo réalise une vidéo pour Berlin programmée pour une performance en novembre 2011. Nunn elle-même devait démarrer à la radio KCSN-FM, et enregistrer un nouvel album en 2012. En juillet 2013, un nouvel album, Animal, est annoncé pour le 17 septembre la même année, duquel sera extrait le single It's the Way.
Lors du 80s Cruise de 2018, Diamond et Crawford jouent avec Berlin.

## Discographie

### Albums studio
- 1980 : Information
- 1982 : Pleasure Victim
- 1984 : Love Life
- 1986 : Count Three and Pray
- 2002 : Voyeur
- 2013 : Animal
- 2019 : Transcendance

### Singles
- 1986 : Take My Breath Away
- 1983[9] : The Metro (en)

### Compilations
- 1988 : Best of Berlin 1979-1988
- 2000 : LIVE: Sacred and Profane